# Haltestelle Wien Matzleinsdorfer Platz

Die Haltestelle Wien Matzleinsdorfer Platz der ÖBB liegt im 10. Wiener Gemeindebezirk, Favoriten; die unterirdischen Straßenbahnhaltestellen der Wiener Linien liegen im 5. Bezirk, Margareten. Die Station wurde 1969 eröffnet, ist Teil der S-Bahn-Stammstrecke und ein wichtiger Verkehrsknoten im Wiener Nahverkehr. Direkt neben der Haltestelle befindet sich das betriebliche Zentrum des Hauptbahnhofs und ein Servicebetrieb der ÖBB-TS GmbH.
Unterhalb der Station wird aktuell die U-Bahn-Station Matzleinsdorfer Platz errichtet. Sie soll ab 2030 die vorläufige Endstation der U-Bahn-Linie U2 sein.

## Anlage & Geschichte
Alle Bahnsteige sowie die unter der Bahnbrücke zwischen den Fahrbahnen gelegene Bushaltestelle sind barrierefrei erreichbar.

### ÖBB-Haltestelle
Beim Matzleinsdorfer Platz befand sich ursprünglich eine Haltestelle, die dem Ausbau des Frachtenbahnhofs zum Opfer fiel. 1903 wurden Verhandlungen zur Wiedererrichtung aufgenommen, doch führten diese zu keinem Ergebnis.
Zur Entflechtung des Schnellbahnverkehrs vom Güterverkehr wurde zwischen Meidling und dem Schnellbahntunnel eine neue Trasse am Nordrand des Frachtenbahnhofes gebaut und ab 27. Juni 1969 befahren. Dort befindet sich seitdem auch die in Hochlage errichtete Haltestelle Matzleinsdorfer Platz, die drei Monate später, am 28. September 1969, in Betrieb genommen wurde.
Um den stetig zunehmenden Autoverkehr von damals 24.000 Fahrzeugen täglich am Verkehrsknotenpunkt Matzleinsdorfer Platz / Margaretengürtel, dem stadtseitigen Ende der Triester Straße, zu entflechten, wurde am 22. Dezember 1951 die zweispurige Unterfahrung im Zuge des Gürtels als erste ihre Art in Wien für den Verkehr freigegeben.
Seit Dezember 2009 halten auch Regionalzüge in dieser Haltestelle. Die Station besitzt einen überdachten Mittelbahnsteig mit zwei Gleisen, welcher von der ehemaligen Kassenhalle auf Straßenniveau mittels einer Fahrtreppe und eines Aufzugs erreichbar ist. Dieser wurde im Dezember 2010 nachgerüstet, im Zuge der Arbeiten wurde auch der Bahnsteigzugang neu gestaltet.
Nach Abriss des ehemaligen Südbahnhofs wurden am Bahnhofsareal auch Autoreisezüge interimistisch abgefertigt. Mit Juni 2014 übernahm diese Funktion nun die neu geschaffene Autoreisezuganlage am Hauptbahnhof; die Anlage am Matzleinsdorfer Platz wurde aufgelassen.
Im Zusammenhang mit der Errichtung der U-Bahn-Station Matzleinsdorfer Platz wird auch die ÖBB-Haltestelle umfangreich umgebaut und erneuert. Zu diesem Zweck wurde die Haltestelle in der Nacht auf den 27. März 2021 gesperrt. Seit 19. April 2022 halten wieder alle Züge die Station ein. Die Bahnsteigdächer enthalten, erstmals bei einer ÖBB-Station, integrierte Photovoltaik-Module.

### Unterirdische Straßenbahnstation

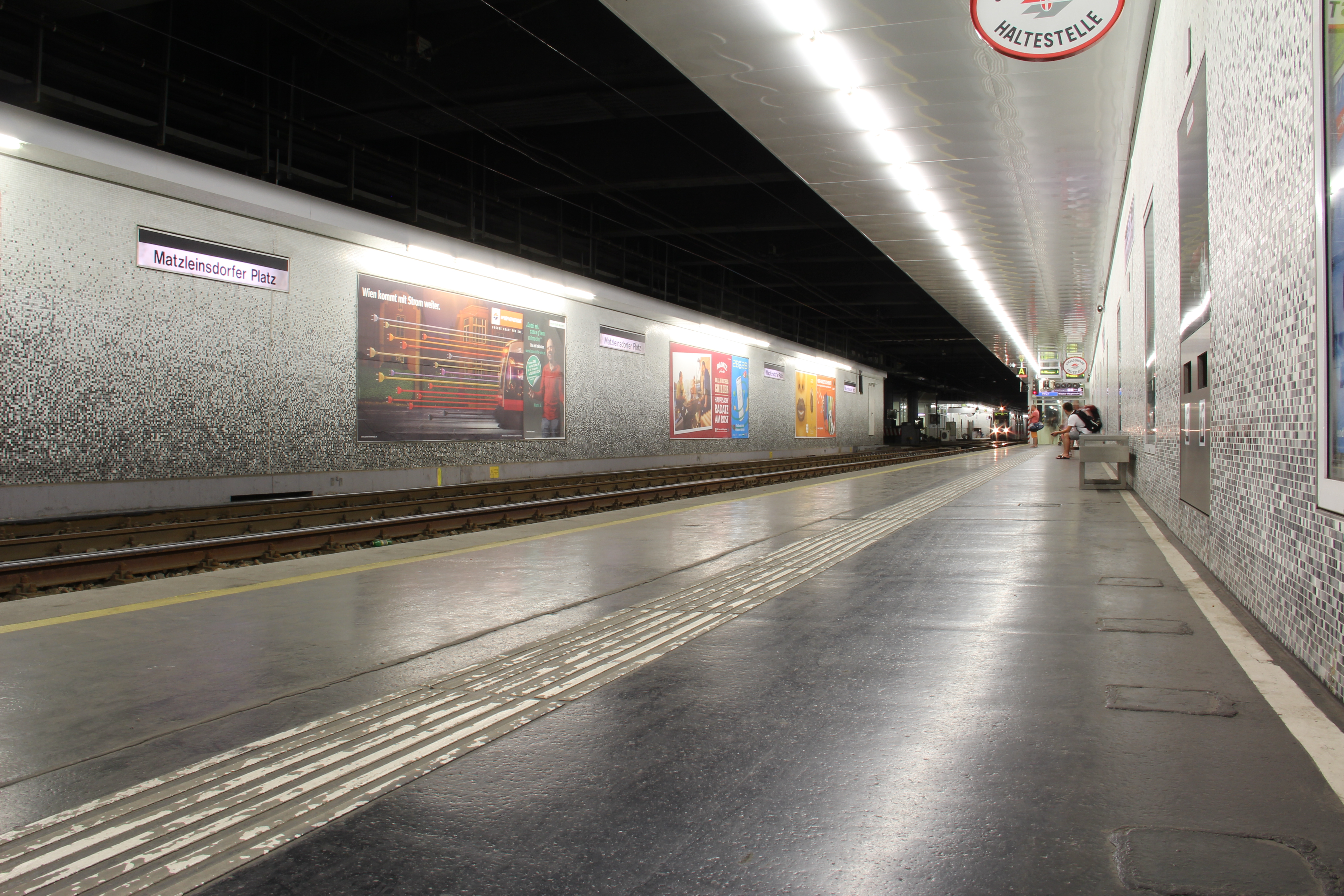
U-Straßenbahnstation

Die Ustrab-Station in Tieflage verfügt über ein Gleisdreieck sowie drei Bahnsteige mit Doppelhaltestellen. Diese unterirdische Kreuzungsanlage ist signaltechnisch mit zwei voneinander unabhängigen Anlagen gesichert. Zu Spitzenzeiten verkehren hier 90 Züge innerhalb einer Stunde.
Der weiterhin steigende Individualverkehr veranlasste die Stadtplaner zur Errichtung einer Unterpflasterstraßenbahn, kurz Ustrab genannt. Die Anlage am Südgürtel samt dem Verkehrsbauwerk Matzleinsdorfer Platz wurde am 11. Jänner 1969 eröffnet. Im Zuge dessen wurde auch Wiens erster „rollender Teppich“, ein Fahrsteig zur Beschleunigung des unterirdischen Fußgängerverkehrs und zur Erleichterung der langen Fußwege für ältere Personen errichtet. Die gesamte Anlage (ohne Bahnhaltestelle) umfasste neun Zugänge, sechs Fahrtreppen und elf Stiegen. Der Fahrsteig wurde bereits in den 1990er Jahren stillgelegt und in Folge ausgebaut. In den Jahren 2002 bis 2009 wurde die Ustrab-Anlage mit Aufzügen nachgerüstet, im Gegenzug der nördliche Zugang zur Reinprechtsdorfer Straße und Wiedner Hauptstraße geschlossen. In den Jahren 2010 bis 2011 wurde die Station modernisiert und an den U-Bahn-Standard angeglichen.

### U-Bahn-Station
Die Station Matzleinsdorfer Platz soll im Zuge des Ausbauprojekts Linienkreuz U2/U5 bei der S-Bahn-Station bis zum Jahr 2030 entstehen, die von der U2 bedient werden soll. Sie soll der vorübergehende Endpunkt der Linie U2 werden, bis diese im Zuge des zweiten Teils des Ausbauprojekts zum Wienerberg beziehungsweise zur Gutheil-Schoder-Gasse
verlängert wird. Im Zusammenhang mit der Errichtung der U-Bahn-Stationen gibt es umfassende Änderungen im Bereich der Gürtelstraße. Die U2 muss an dieser Stelle die Bahntrasse und auch die Tunnel der U-Straßenbahn unterfahren. Es werden Zugänge auf der Seite des 10. Bezirks und 5. Bezirks und direkte Verbindungen zur U-Straßenbahn und zur S-Bahn-Haltestelle entstehen. Als dritter Verknüpfungspunkt von U-Bahn und S-Bahn im Süden soll die U-Bahn-Station die Linien U1, U3 und U6 entlasten.
Der Spatenstich für diese U-Bahn-Station fand im Oktober 2018 statt. Im Frühjahr 2020 wurden bereits die ersten Schächte gegraben. Über diese Schächte wird die Tunnelbohrmaschine unter die Erde gebracht.
Am 9. Mai 2022 starteten am Matzleinsdorfer Platz die Tunnelarbeiten für die neue U2.
Nachbarstationen der U-Bahn-Station Matzleinsdorfer Platz im Verlauf der U2 werden die U-Bahn-Station Reinprechtsdorfer Straße und die U-Bahn-Station Gußriegelstraße sein.

## Linien im Verkehrsverbund Ost-Region
| Linie                        | Verlauf |
| ---------------------------- | --- |
| Österreichische Bundesbahnen | Regionalzüge nach Payerbach-Reichenau, Břeclav, Znojmo, Retz, Wiener Neustadt Hbf |
| S1                           | Wien Meidling – Wien Matzleinsdorfer Platz – Wien Hauptbahnhof 1-2 – Wien Quartier Belvedere – Wien Rennweg – Wien Mitte – Wien Praterstern – Wien Traisengasse – Wien Handelskai – Wien Floridsdorf – Gänserndorf – Marchegg |
| S2                           | Mödling – Wien Meidling – Wien Matzleinsdorfer Platz – Wien Hauptbahnhof 1-2 – Wien Quartier Belvedere – Wien Rennweg – Wien Mitte – Wien Praterstern – Wien Traisengasse – Wien Handelskai – Wien Floridsdorf – Wolkersdorf – Mistelbach (– Laa an der Thaya) |
| S3                           | Wiener Neustadt Hbf – Baden – Wien Meidling – Wien Matzleinsdorfer Platz – Wien Hauptbahnhof 1-2 – Wien Quartier Belvedere – Wien Rennweg – Wien Mitte – Wien Praterstern – Wien Traisengasse – Wien Handelskai – Wien Floridsdorf – Stockerau – Hollabrunn |
| S4                           | Wiener Neustadt Hbf – Baden – Wien Meidling – Wien Matzleinsdorfer Platz – Wien Hauptbahnhof 1-2 – Wien Quartier Belvedere – Wien Rennweg – Wien Mitte – Wien Praterstern – Wien Traisengasse – Wien Handelskai – Wien Floridsdorf – Stockerau – Absdorf-Hippersdorf (– Tulln Stadt – Tullnerfeld)                                                                             |
| S80                          | Wien Hütteldorf – Wien Speising – Wien Meidling – Wien Matzleindorfer Platz – Wien Hauptbahnhof – Wien Simmering – Wien Haidestraße – Wien Praterkai – Wien Stadlau – Wien Erzherzog-Karl-Straße – Wien Hirschstetten – Wien Aspern Nord |
| (Badner Bahn)                | Kärntner Ring, Oper – Matzleinsdorfer Platz – Bahnhof Wien Meidling – Inzersdorf Lokalbahn - Bahnhof Vösendorf-Siebenhirten – SCS – Wiener Neudorf – Guntramsdorf Lokalbahn – Traiskirchen Lokalbahn – Baden Viadukt (ÖBB) – Baden Josefsplatz |
| (ab 2030)                    | Seestadt – Aspern Nord – Hausfeldstraße – Oberes Hausfeld (Rohbau) – Aspernstraße – Donauspital – Hardeggasse – Stadlau – Donaustadtbrücke – Donaumarina – Stadion – Krieau – Messe-Prater – Praterstern – Taborstraße – Schottenring – Schottentor – Rathaus – Neubaugasse – Pilgramgasse – Reinprechtsdorfer Straße – Matzleinsdorfer Platz (– Gußriegelstraße – Wienerberg) |
| 1                            | Prater Hauptallee – Schwedenplatz – Schottenring – Schottentor – Ring, Volkstheater – Oper, Karlsplatz – Matzleinsdorfer Platz – Stefan-Fadinger-Platz |
| 6                            | Burggasse-Stadthalle – Westbahnhof – Gürtel – Matzleinsdorfer Platz – Quellenplatz – Geiereckstraße |
| 18                           | Burggasse-Stadthalle – Westbahnhof – Matzleinsdorfer Platz – Hauptbahnhof – Quartier Belvedere – St. Marx – Schlachthausgasse (Stadionbrücke) |
| 62                           | Oper, Karlsplatz – Matzleinsdorfer Platz – Eichenstraße – Bahnhof Wien Meidling – Hetzendorf – Hermesstraße – Lainz, Wolkersbergerstraße |
| 14A                          | Neubaugasse – Pilgramgasse – Matzleinsdorfer Platz – Keplerplatz – Reumannplatz |
| N6                           | Westbahnhof – Matzleinsdorfer Platz – Quellenplatz – Geiselbergstraße – Enkplatz, Grillgasse |
| N62                          | Oper, Karlsplatz – Matzleinsdorfer Platz – Wienerbergbrücke (- Bahnhof Meidling, Schedifkaplatz) – Schloss Hetzendorf – Hermesstraße |
| 261                          | Wien Hauptbahnhof – Matzleinsdorfer Platz – IZ NÖ-Süd |
| 303                          | Oper – Matzleinsdorfer Platz – Bahnhof Meidling - Vösendorf-Siebenhirten - SCS - Baden – Bad Vöslau |
| 309                          | Wien Hauptbahnhof – Matzleinsdorfer Platz – IZ NÖ-Süd |
| 1155                         | Hauptbahnhof – Matzleinsdorfer Platz – Wiener Neustadt – Mattersburg – Piringsdorf |
| 1158                         | Hauptbahnhof – Matzleinsdorfer Platz – Oberpullendorf |
| 7860                         | Hauptbahnhof – Matzleinsdorfer Platz – Wiener Neustadt – Kirchschlag in der Buckligen Welt – Markt Neuhodis |
| 7900/G1                      | Karlsplatz / Westbahnhof – Matzleinsdorfer Platz – Oberwart – Güssing – Bonisdorf |
| 7940                         | Hauptbahnhof – Matzleinsdorfer Platz – Weppersdorf – Deutschkreutz / Nikitsch |
| 7941                         | Hauptbahnhof – Matzleinsdorfer Platz – Mattersburg – Forchtenstein – Oberpullendorf – Klostermarienberg – Langental |

Außerdem halten hier die nicht im Verkehrsverbund Ost-Region integrierten steirischen Buslinien 311 (Karlsplatz – Matzleinsdorfer Platz – Hartberg – Gleisdorf) und 341 (Matzleinsdorfer Platz – Bad Waltersdorf – Grafendorf bei Hartberg), die Postbuslinie 6011 (Hauptbahnhof – Matzleinsdorfer Platz – Bad Loipersdorf – Bad Radkersburg) sowie Fernbusse von und nach Graz.
Die S-Bahn-Linie  kann die Haltestelle Matzleinsdorfer Platz nicht bedienen, da sie die Strecke südlich der Haltestelle befährt.

## ÖBB-Stützpunkt
Am Areal des ehemaligen Frachtenbahnhofs Wien Matzleinsdorf entstand in den Jahren 2008 bis 2010 der sogenannte Hightech Stützpunkt Matzleinsdorf, welcher unter anderem einer der Wiener Standorte der ÖBB-Technische Services ist.
Hier werden Instandhaltungsarbeiten von Lokomotiven und Reisezugwagen ebenso durchgeführt, wie auch die Reinigung und Versorgung (bspw. Catering, Ausstattung der Schlafwagen) der Zuggarnituren. Diese werden für den Hauptbahnhof zukünftig von hier aus bereitgestellt.
Das Areal ist rund 1,4 km lang, besteht aus einem Betriebsgebäude, einer 240 m langen Blockzughalle mit aufgeständerten Gleisen und Einzelarbeitsständen auf 15.000 m² Fläche, Werkstätten für ÖBB-Technische Services und ÖBB-Produktion, sieben 700 Meter langen Rüstgleisen und weiteren Abstellgleisen. In einer eigenen Halle befindet sich zudem Österreichs einzige Tandem-Unterflurradsatzdrehbank. Insgesamt bestehen etwa 10 ha Gleisanlagen, die Gesamtinvestitionskosten beliefen sich auf rund 177 Millionen Euro.
Die Dachfläche der Blockzughalle ist in 29 Sheddächer aufgeteilt, das Tragwerk dabei statisch so ausgelegt, dass im Fall einer Zugentgleisung die Mittelstützenreihe entfallen könnte, ohne der gesamten Konstruktion zu schaden. Beim Öffnen und Schließen der Tore wird die Deckenstromschiene zur Seite geklappt, ohne die Energiezufuhr zu unterbrechen. An den Toren befinden sich außerdem Torluftschleier, um Heizkosten zu sparen.
Die Gesamtanlage ist auf einen Durchfahrbetrieb ausgelegt; die Zuggarnituren können somit beispielsweise aus südlicher Richtung in den Komplex einfahren, gereinigt und serviciert werden und diesen anschließend auf der Nordseite wieder verlassen.
Durch diese Bauform und die Konzentration mehrerer Arbeitsfelder an einem Standort sollen Standzeiten minimiert und bereits in den ersten Betriebsjahren rund zehn Millionen Euro eingespart werden.